# هورنی برکوویتسه
هورنی برکوویتسه (به چکی: Horní Beřkovice) یک منطقهٔ مسکونی در جمهوری چک است که در ناحیه لیتومیریتسه واقع شده‌است. هورنی برکوویتسه ۵٫۰۹ کیلومتر مربع مساحت و ۸۹۰ نفر جمعیت دارد و ۲۱۰ متر بالاتر از سطح دریا واقع شده‌است.